# Helensburgh
Helensburgh, in gaelico Baile Eilidh, è una città ed ex Burgh della Scozia, nell'unità amministrativa di Argyll e Bute.
La città crebbe attorno allo stabilimento termale fondato da Sir James Colquhoun nel 1776. Da quel momento la città cominciò a crescere lentamente fino a raggiungere una popolazione di circa 14 000 abitanti nel 2001.
La cittadina è convenzionalmente all'inizio del John Muir Way, tracciato ciclopedonale intitolato all'ambientalista John Muir che da qui partì per trasferirsi negli Stati Uniti d'America, il quale dopo essersi snodato per 215 chilometri (133,6 mi) attraverso il territorio nazionale raggiunge Dunbar, nell'East Lothian, al suo apice orientale.